# Afrikanischer Messerfisch
Der Afrikanische Messerfisch (Xenomystus nigri) ist ein bis zu 30 Zentimeter lang werdender Süßwasserfisch des tropischen Afrika.

## Aussehen
Die hochrückigen Fische sind von graubrauner Farbe. Die Afterflosse ist mit der Schwanzflosse zusammengewachsen und bildet ein sich ständig wellenartig bewegendes Flossenband. Eine Rückenflosse fehlt.
- Flossenformel: Dorsale 0, Anale 108–130.
- Schuppenformel: mLR 120–142.

## Verbreitung
Der Afrikanische Messerfisch lebt im Oberlauf des Nil südlich des Sudd, in der Zentralafrikanischen Republik, im nördlichen Kongobecken, in Gabun und in Westafrika bis Liberia.

## Verhalten
Junge Afrikanische Messerfische leben im Schwarm, während Alttiere Einzelgänger sind. Die Tiere können bellende Laute von sich geben, indem sie Luft aus der Schwimmblase in den Vorderdarm pressen. Sie atmen mit der Schwimmblase Luft. Sie ernähren sich von wirbellosen Tiere aus dem Benthal und dem Phytal, die sie dank ihren Elektrorezeptoren in der Haut (Seitenlinie) aufspüren; zur Informationsverarbeitung ist das (ursprüngliche Riech- oder) Vorderhirn vergrößert.

## Fortpflanzung
Afrikanische Messerfische legen 150 bis 200 Eier von zwei bis drei Millimeter Durchmesser.

## Anmerkung
1. ↑  (gr.) xenos fremd(artig), mystes Eingeweihter, Schamane; Nigri des Flusses Niger